# رشته‌کوه آنگارا
رشته‌کوه آنگارا (روسی: Ангарский кряж) یک رشته‌کوه در استان ایرکوتسک کشور روسیه است.